# Valacloche
Valacloche es un municipio y localidad española de la provincia de Teruel, en la comunidad autónoma de Aragón. El término municipal, ubicado en la comarca de la Comunidad de Teruel, tiene una población de 32 habitantes (INE 2024).

## Geografía
El municipio tiene una extensión de 14,9 km². Posee una fértil huerta y el monte está poblado de pinares, encinares y sabinares. La localidad se encuentra en un valle junto al río Camarena, en las faldas de la sierra de Javalambre. 

## Historia
Hacia mediados del siglo XIX, el lugar tenía contabilizada una población de 92 habitantes. La localidad aparece descrita en el decimoquinto volumen del Diccionario geográfico-estadístico-histórico de España y sus posesiones de Ultramar de Pascual Madoz de la siguiente manera:

VALACLOCHE: l. con ayunt. en la prov., dióc. y part. jud. de Teruel (2 leg.), aud terr. de Zaragoza y c. g. de Aragon. sit. en un pequeño valle que forman dos cerros que lo circundan; el clima es templado y sano. Se compone de 34 casas de mala construccion, distribuidas en 3 calles y 1 plaza bastante llana y de buena vista; tiene una escuela de instruccion primaria; igl. parr. (Santiago) servida por un cura de primer ascenso; y un cementerio que en nada perjudica á la salud pública. Confina el térm. por el N. con los de Cascante y Cublas; E. la Puebla de Valverde y Sarrion; S. Camarena y O. Libros y Cascante; nacen en él diferentes manantiales en el cerro de San Pablo, los que forman un riach. que desemboca en el Turia. Próximo al pueblo hay una fuente de cuyas aguas se surten los vec. El terreno es generalmente montuoso, con buenos pastos; hay una vega muy productiva que se estiende cerca de Cascante, y lo restante del térm. son tierras de buena calidad. Los caminos son de herradura y comunican con los pueblos inmediatos. El correo se recibe de Teruel. prod.: trigo, cebada, centeno, avena, legumbres, cáñamo, lino, frutas y hortalizas; hay ganado lanar y cabrio y caza menor. pobl.: 23 vec., 92 alm. riqueza imp.: 20,797 rs.
(Madoz, 1849, p. 261)

## Demografía
Valacloche cuenta con una población de 32 habitantes (INE 2024).
| Gráfica de evolución demográfica de Valacloche entre 1842 y 2021                                                    |
| |
| Población de derecho según los censos de población del INE Población de hecho según los censos de población del INE |

## Administración y política
| Período   | Alcalde                      | Partido |  |
| --------- | ---------------------------- | ------- |  |
| 1979-1983 | Bruno Giménez Pérez          | UCD     |  |
| 1983-1987 |                              |         |  |
| 1987-1991 |                              |         |  |
| 1991-1995 |                              |         |  |
| 1995-1999 |                              |         |  |
| 1999-2003 |                              |         |  |
| 2003-2007 |                              |         |  |
| 2007-2011 | María Carmen Rabanete Moreno | PAR     |  |
| 2011-2015 | María Carmen Rabanete Moreno | PAR     |  |

| Partido político    | Partido político               | 2003   | 2007   | 2011   | 2015   |
| Partido político    | Partido político               | Ediles | Ediles | Ediles | Ediles |
|                     | Partido Aragonés (PAR)         | —      | 1      | 1      | 1      |
|                     | Partido Popular de Aragón (PP) | 1      | —      | —      | —      |
| Total de concejales | Total de concejales            | 1      | 1      | 1      | 1      |

## Patrimonio histórico-artístico
En la localidad hay una iglesia parroquial bajo la advocación de Nuestra Señora de Loreto. En el municipio también se encuentra el castillo de Valacloche, una estructura bajomedieval táctico-defensiva de los siglos XIII-XIV.

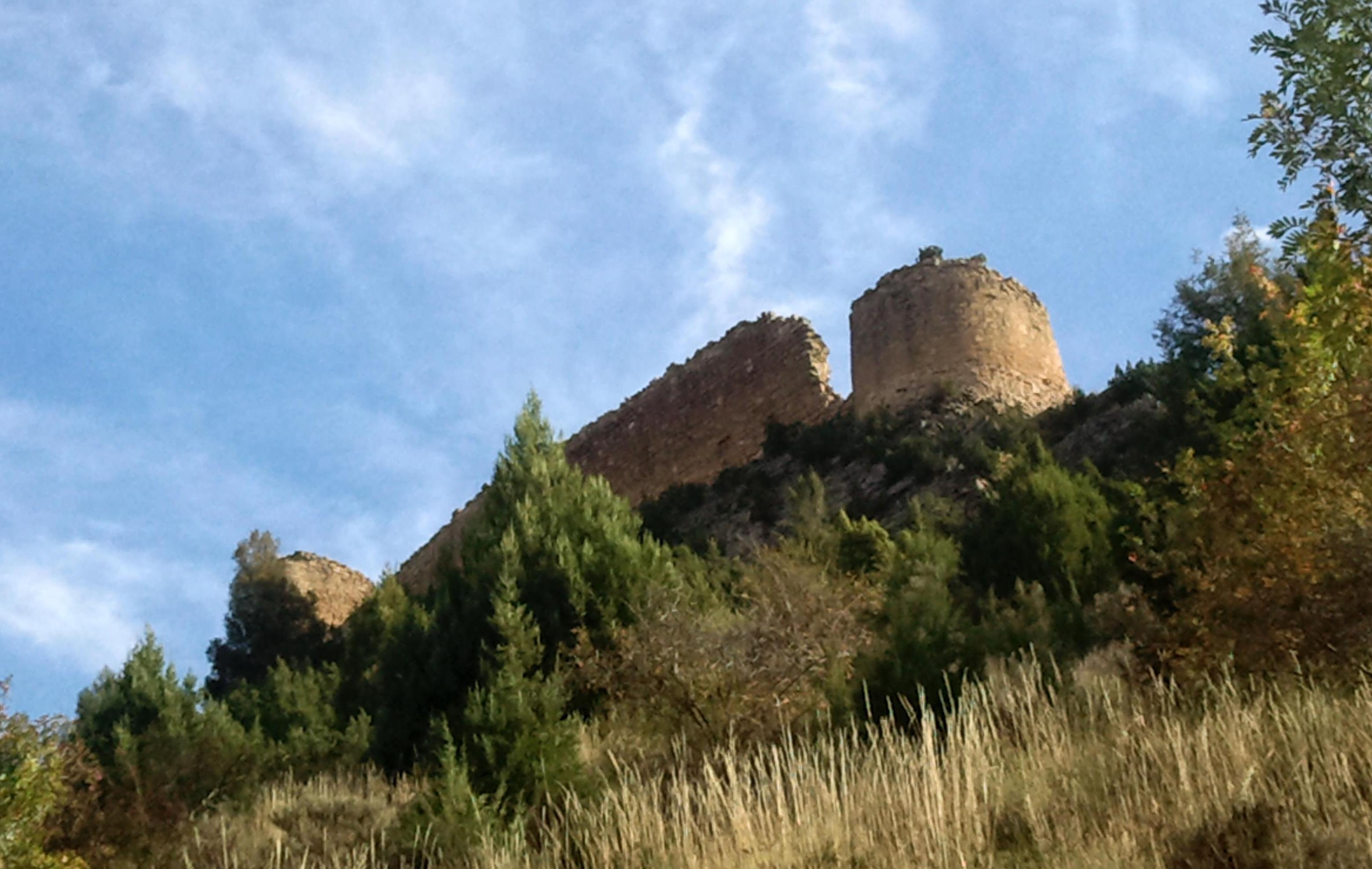
Castillo de Valacloche.
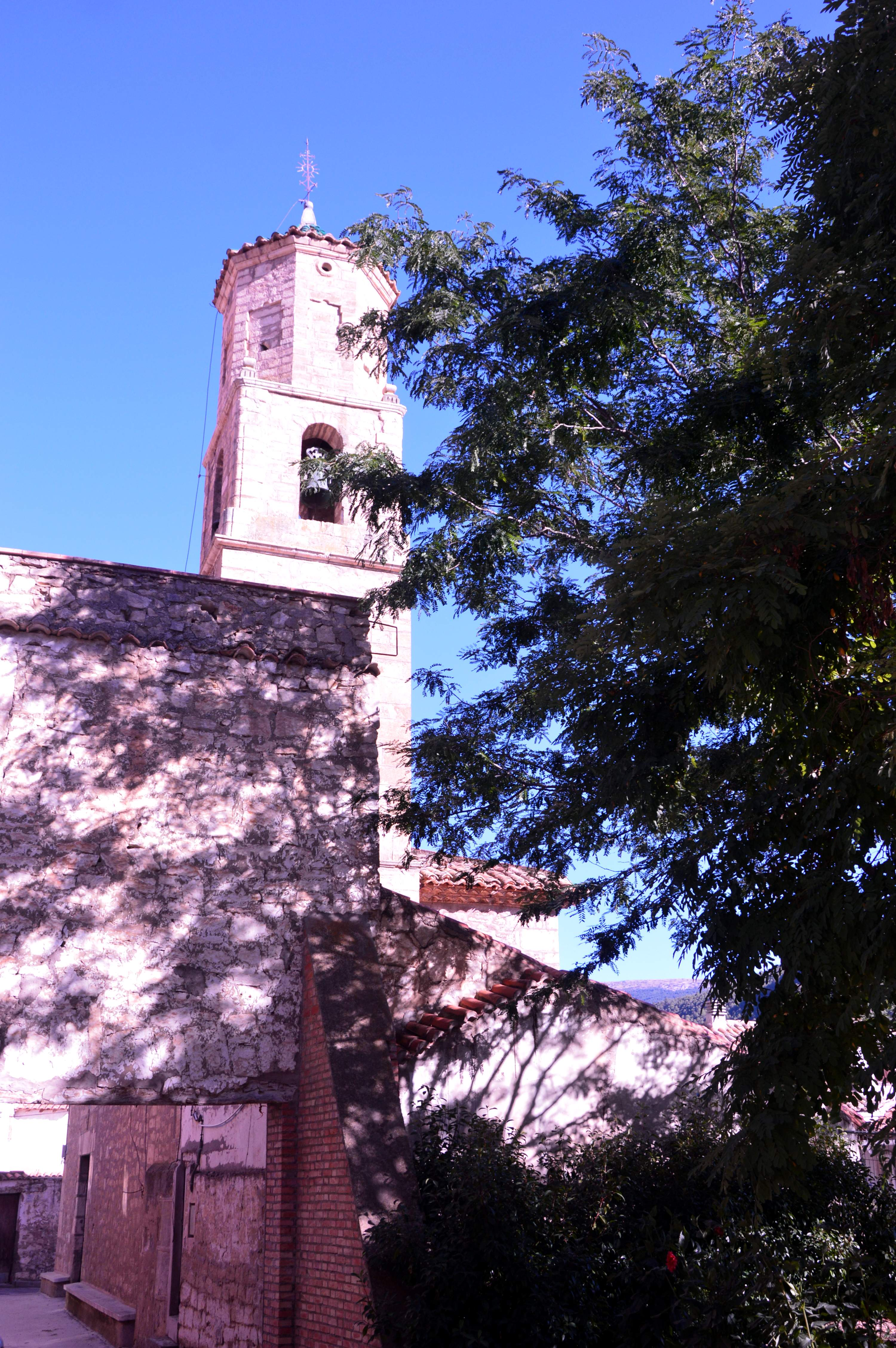
Iglesia parroquial, con detalle de la torre-campanario.
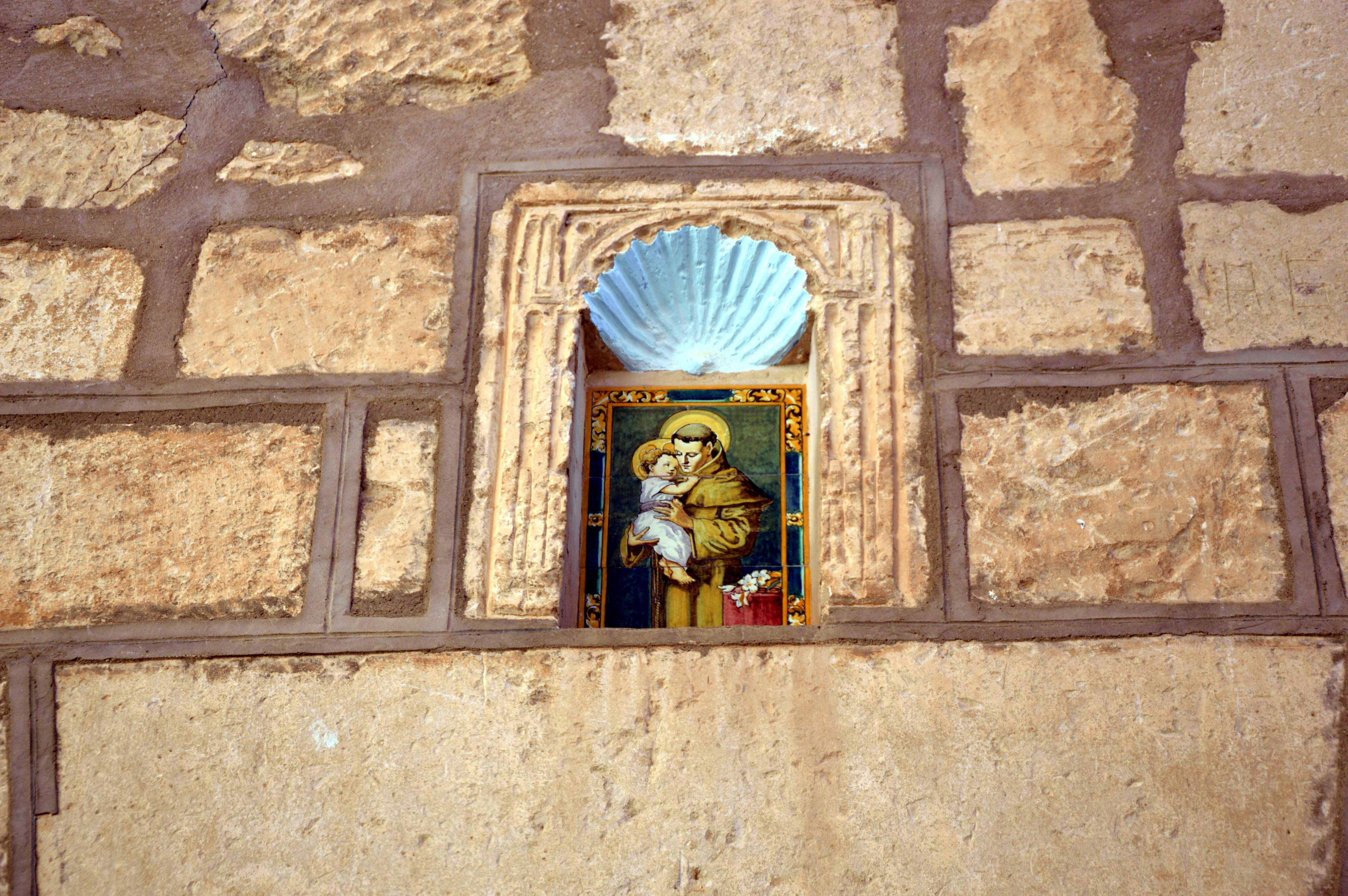
Detalle de ladrillo cerámico con la imagen de san Antonio de Padua en la hornacina avenerada sobre la entrada de la iglesia
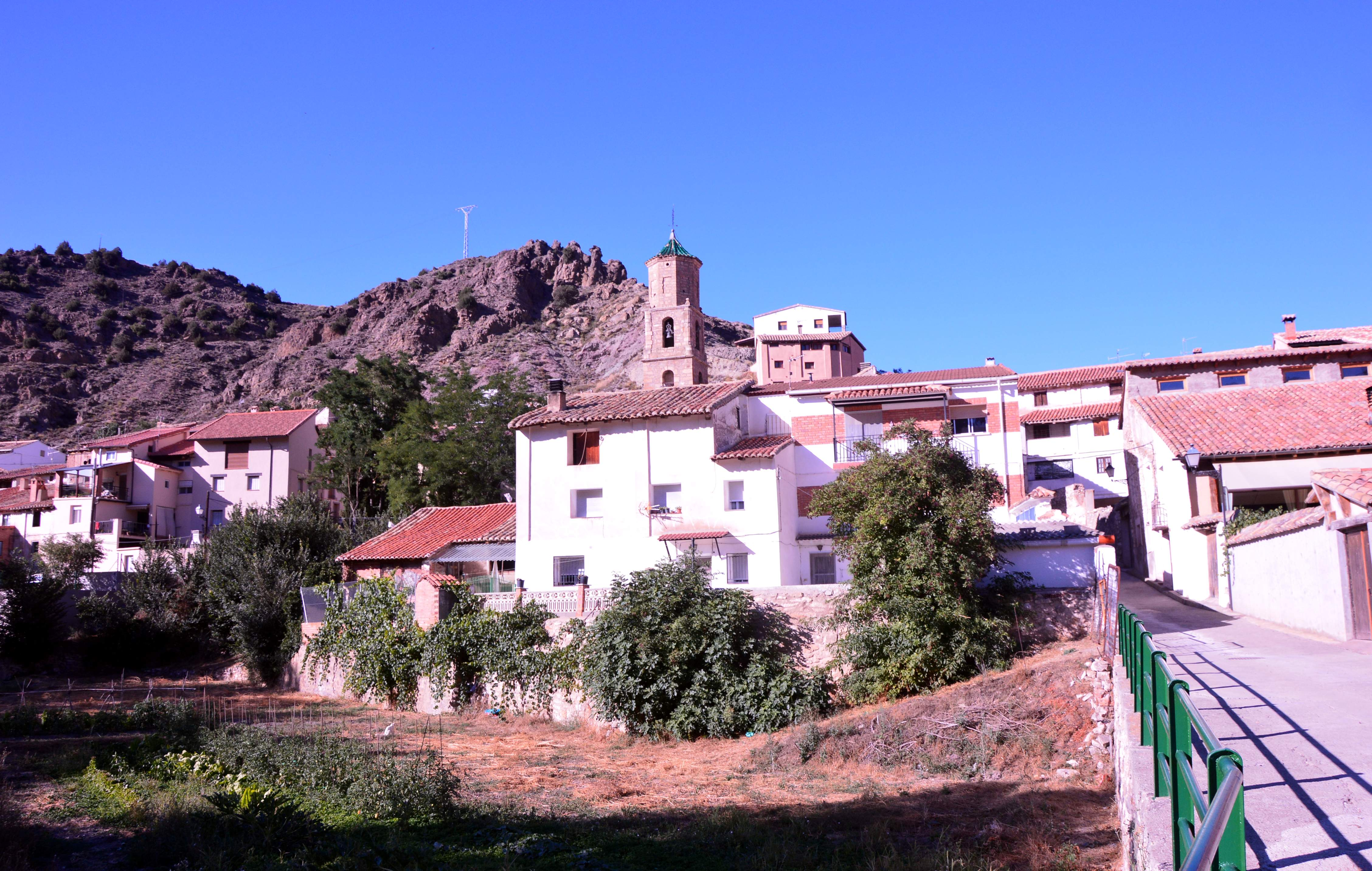
Caserío de Valacloche, desde el puente del río Camarena
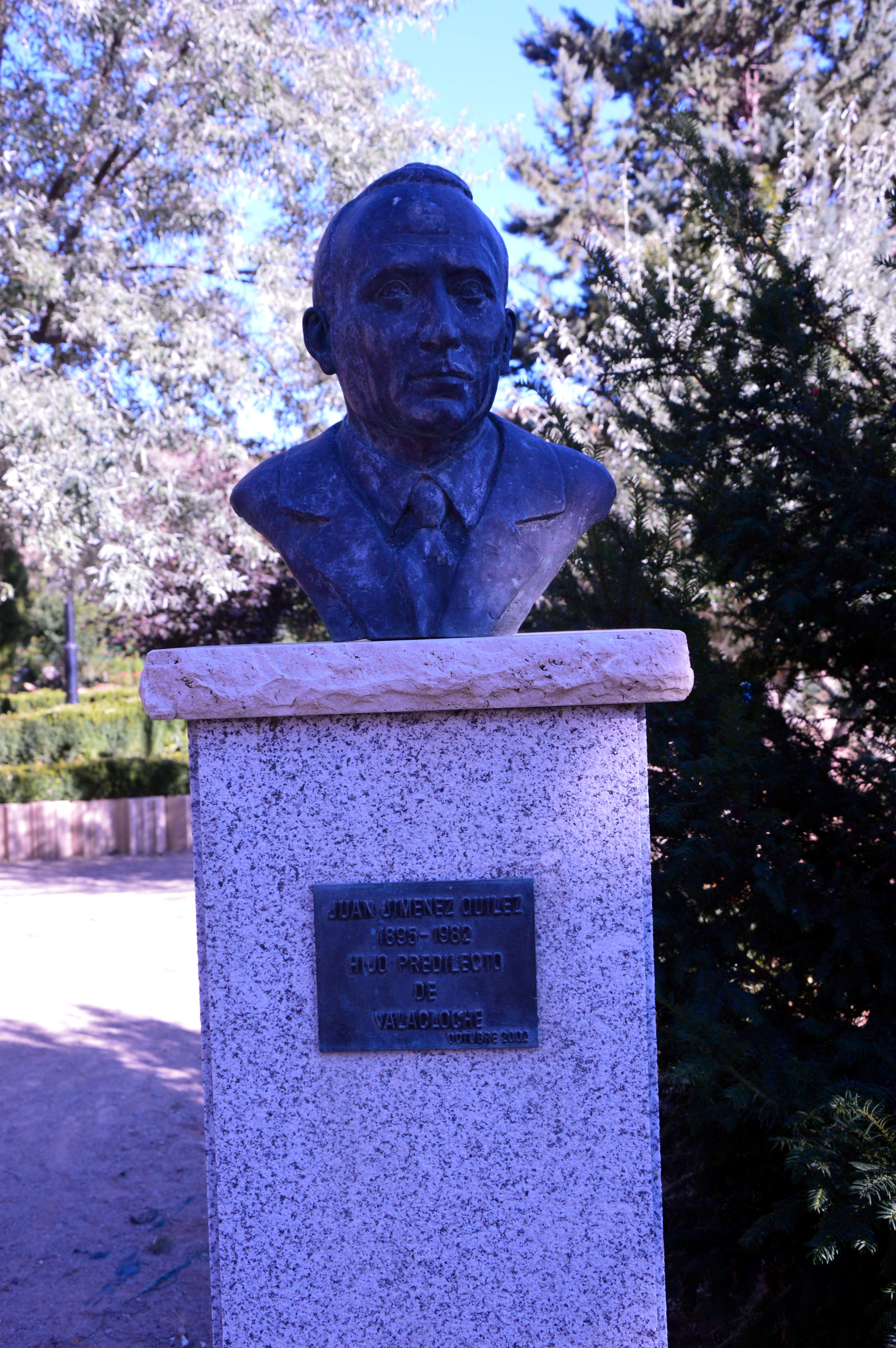
Busto de Juan Jiménez Quílez (1895-1982), hijo predilecto de Valacloche